# Gonzo (animación)
Gonzo (株式会社ゴンゾ Kabushiki Kaisha Gonzo?), escrito por el estudio como GONZO, es un estudio japonés de animación, propiedad del grupo GDH. En junio de 2006, firmó un acuerdo a largo plazo con la cadena de televisión por cable Animax, quien emitirá todas las series del estudio en todas sus cadenas del mundo, incluyendo Japón, Asia, India y Latinoamérica. En 2008 decidieron emitir algunos de sus animes en sitios web como YouTube, Crunchyroll o BOST, GDH y todas las compañías del grupo:
- GDH K.K.
- GONZO K.K.
- G-creators K.K.
- Future Vision Music K.K.
- GDH CAPITAL K.K.
- GONZO Rosso Online K.K.
- GK Entertainment

## Historia
El estudio ha tenido varios cambios y fusiones durante su historia. 
GONZO Inc. se fundó en septiembre de 1992 por  Mahiro Maeda, Shôji Murahama, Hiroshi Yamaguchi y Shinji Higuchi, exmiembros del estudio de animación Gainax; y en mayo de 1996 Digimation K.K. GONZO Inc. cambia su nombre a GONZO K.K. en mayo de 1999. 
Hacia febrero de 2000 se fundó GDH (GONZO DIGIMATION HOLDING); y en mayo del mismo año también Creators.com K.K. En abril de 2002, GONZO K.K. y Digimation K.K. se fusionaron creando GONZO DIGIMATION K.K. En noviembre de 2003 se fundó Future Vision Music K.K. 
En julio de 2004 Gonzo Digimation K.K. simplificaron su nombre a GONZO K.K., Creators.com K.K. Se transformó en G-creators K.K. y GDH (la compañía principal) sustituyó su nombre corporativo por GDH K.K. En julio de 2005 se creó GONZINO K.K.; y en septiembre del mismo año, Warp Gate Online K.K. pasó a ser en una compañía subsidiaria. En diciembre de 2005 se fundó GDH CAPITAL K.K. Warp Gate Online K.K. cambió su nombre corporativo a GONZO Rosso Online K.K.

## Trabajos
En cuanto a la animación, Gonzo ha producido varias series. También ha creado otra clase de productos.

### Series animes
| Fecha             | Título                                             | Título                                  | Título                                  | Título                                            | Título |
| Fecha             | Kana/kanji                                         | Rōmaji                                  | Internacional                           | Traducción                                        |        |
| Octubre de 1999   | ガイ·ドン 神々の攻撃                               | Gai·don kamigami no kōgeki              | Gai-Don Attack Of Gods                  | Gai-Don El Ataque de los Dioses                   |        |
| Abril de 2000     | ゲートキーパーズ                                   | Gēto Kīpāzu                             | Gate Keepers                            | Guardianes de la Puerta                           |        |
| Octubre de 2000   | ヴァンドレッド                                     | Vandoreddo                              | Vandread                                |                                                   |        |
| Julio de 2001     | 召喚教師リアルバウトハイスクール                   |                                         | Samurai Girl: Real Bout High School     | Chica Samurái: Escuela Secundaria de Combate Real |        |
| Octubre de 2001   | FF：U 〜ファイナルファンタジー:アンリミテッド〜    | Fainaru Fantajī: ~Anrimiteddo~          | Final Fantasy: Unlimited                | Fantasía Final: Ilimitada                         |        |
| Octubre de 2001   | ヘルシング                                         | Herushingu                              | Hellsing                                |                                                   |        |
| Octubre de 2001   | アニメ: ヴァンドレッド the second stage            | Vandoreddo the second stage             | Vandread the Second Stage               |                                                   |        |
| Enero de 2002     | フルメタル·パニック!,                              | Furumetaru Panikku!                     | Full Metal Panic!                       | Pánico Metal Total!                               |        |
| Julio de 2002     | 最終兵器彼女                                       | Saishū Heiki Kanojo                     | Saikano                                 | Mi novia, el Arma Definitiva                      |        |
| Octubre de 2002   | キディ・グレイド                                   |                                         | Kiddy Grade                             | Grado Kiddy                                       |        |
| Octubre de 2002   | 超重神グラヴィオン                                 | Chōjūshin Guravion                      | Gravion                                 | Super Dios Pesado Gravion                         |        |
| Febrero de 2003   | デジガールPOP!                                     |                                         | Digi-girl Pop!                          |                                                   |        |
| Abril de 2003     | カレイドスター                                     | Kareido Sutā                            | Kaleido Star                            | Estrella Kaleido                                  |        |
| Abril de 2003     | ラストエグザイル                                   | Rasuto Eguzairu                         | Last Exile                              | Exilio Final                                      |        |
| Abril de 2003     | ガドガード                                         | Gado Gādo                               | Gad Guard                               | Guardia Gad                                       |        |
| Julio de 2003     | 生娘 tsunime                                       | Kimusume Tsunime                        | Kimusume Tsunime                        | Tsunime La Chica Verde                            |        |
| Octubre de 2003   | ピースメーカー鐵                                   | Peace Maker Kurogane                    | Peacemaker Kurogane                     | Kurogane: El Pacificador                          |        |
| Noviembre de 2003 | クロノ クルセイド                                  | Kurono Kuruseido                        | Chrono Crusade                          | Una Cruzada en el Tiempo                          |        |
| Enero de 2004     | 超重神グラヴィオンZwei                             | Chōjūshin Guravion Tsuvai               | Gravion Zwei                            | Super Dios Pesado Gravion Dos                     |        |
| Abril de 2004     | ガンツ                                             | Gantsu                                  | Gantz                                   |                                                   |        |
| Abril de 2004     | 爆裂天使                                           | Bakuretsu Tenshi                        | Burst Angel                             | Ángel Explosivo                                   |        |
| Junio de 2004     | サムライセブン                                     | Samurai Sebu                            | Samurai 7                               | Los Siete Samuráis                                |        |
| Octubre de 2004   | 砂ぼうず                                           | Sunabōzu                                | Desert Punk                             | Desert Punk                                       |        |
| Octubre de 2004   | 巌窟王                                             | Gankutsuō                               | Gankutsuō                               | El Conde de Monte Cristo                          |        |
| Abril de 2005     | バジリスク〜甲賀忍法帖〜                           | Bajirisuku ~Kōga Ninpō Chō~             | Basilisk                                | Basilisk: El Pergamino de los Ninja Kouga         |        |
| Abril de 2005     | スピードグラファー                                 | Supīdo Gurafā                           | Speed Grapher                           |                                                   |        |
| Abril de 2005     | トリニティ・ブラッド                               | Toriniti Buraddo                        | Trinity Blood                           | Sangre Trinidad                                   |        |
| Julio de 2005     | トランスフォーマー ギャラクシーフォース            | Toransufōmā: Garakushī Fōsu             | Transformers: Cybertron                 |                                                   |        |
| Cancelada         |                                                    |                                         | G.I. Joe: Sigma 6                       |                                                   |        |
| Octubre de 2005   | ソルティレイ                                       | SorutiRei                               | SoltyRei                                |                                                   |        |
| Octubre de 2005   | ブラックキャット                                   | Burakku Kyatto                          | Black Cat                               | El Gato Negro                                     |        |
| Abril de 2006     | ガラスの艦隊                                       | Garasu no Kantai                        | Glass Fleet                             | Armada de Cristal                                 |        |
| Abril de 2006     | ウィッチブレイド                                   | Uitchibureido                           | Witchblade                              | La Espada de la Bruja                             |        |
| Julio de 2006     | N・H・Kにようこそ!                                 | NHK ni Yōkoso!                          | Welcome to the N.H.K.                   | Bienvenido a la N.H.K.                            |        |
| Octubre de 2006   | レッド ガーデン                                    | Reddo Gāden                             | Red Garden                              | Jardín Rojo                                       |        |
| Octubre de 2006   | パンプキン·シザーズ                                | Panpukin Shizāzu                        | Pumpkin Scissors                        | Tijeras Calabazas                                 |        |
| Enero de 2007     | アフロサムライ                                     | Afuro Samurai                           | Afro Samurai                            |                                                   |        |
| Enero de 2007     | 月面兎兵器ミーナ                                   | Getsumento Heiki Mina                   | Getsumento Heiki Mina                   | Mina, la Arma Coneja Lunar                        |        |
| Abril de 2007     | ロミオ×ジュリエット                                | Romio to Jurietto                       | Romeo x Juliet                          | Romeo y Julieta                                   |        |
| Abril de 2007     | ぼくらの                                           | Bokura no                               | Bokurano                                | Lo Nuestro                                        |        |
| Abril de 2007     | 風の聖痕                                           | Kaze no Stigma                          | Kaze no Stigma                          | El Estigma del Viento                             |        |
| Abril de 2007     | 瀬戸の花嫁                                         | Seto no Hanayome                        | Seto no Hanayome                        | La Novia del Mar Interior                         |        |
| Octubre de 2007   | ドラゴノーツ -ザ・レゾナンス-                      | Doragonōtsu -Za Rezonansu-              | Dragonaut: The Resonance                | Dragonaut: La Resonancia                          |        |
| Enero de 2008     | ロザリオとバンパイア                               | Rozario to Banpaia                      | Rosario + Vampire                       | El Rosario y El Vampiro                           |        |
| Abril de 2008     | ドルアーガの塔 〜the Aegis of URUK〜               | Doruāga no Tō ~ji Ījisu obu Uruku~      | The Tower of Druaga: The Aegis of Uruk  | La Torre de Druaga: La Tutela de Uruk             |        |
| Abril de 2008     | S·A(スペシャル·エー),                              | S·A (Supesharu Ē)                       | Special A                               | Especial A                                        |        |
| Abril de 2008     | ブラスレイター                                     | Burasureitā                             | Blassreiter                             |                                                   |        |
| Julio de 2008     | ストライクウィッチーズ                             | Sutoraiku Witchīzu                      | Strike Witches                          | Ataque de brujas                                  |        |
| Octubre de 2008   | ロザリオとバンパイア Capu2                         | Rozario to Banpaia Capu2                | Rosario + Vampire Capu2                 | El Rosario y el Vampiro Capu2                     |        |
| Octubre de 2008   | 鉄のラインバレル                                   | Kurogane no Rainbareru                  | Linebarrels of Iron                     |                                                   |        |
| Enero de 2009     | ドルアーガの塔 ～the Sword of URUK～               | Druaga no Tō ~the Sword of URUK~        | The Tower of Druaga: the Sword of Uruk  | La Torre de Druaga: La Espada de Uruk             |        |
| Abril de 2009     | 咲                                                 | Saki                                    | Saki                                    |                                                   |        |
| Abril de 2009     | シャングリ·ラ                                      | Shanguri Ra                             | Shangri-La                              |                                                   |        |
| Enero de 2010     | アミューズメントマーケット                         | Amyūzumentomāketto                      | Amusement Market                        | Tienda de Atracciones                             |        |
| Octubre de 2011   | Satria - The Warriors of the 7 Elements            | Satria - The Warriors of the 7 Elements | Satria - The Warriors of the 7 Elements | Satria: Los Guerreros de los 7 Elementos          |        |
| Marzo de 2012     | オズマ                                             | Ozuma                                   | Ozuma                                   |                                                   |        |
| Abril de 2013     | 絶対防衛レヴィアタン                               | Zettai Bōei Leviathan                   | Zettai Bōei Leviathan                   |                                                   |        |
| Julio de 2015     | それが声優！                                       | Sore ga Seiyuu!                         | Seiyu's Life!                           | La vida de Seiyu!                                 |        |
| Enero de 2016     | 蒼の彼方のフォーリズム                             | Ao no Kanata no Four Rhythm             | Aokana: Four Rhythm Across the Blue     |                                                   |        |
| Enero de 2017     | アキバズトリップ -THE ANIMATION                    | Akiba's Trip The Animation              | Akiba's Trip The Animation              |                                                   |        |
| Julio de 2017     | 18if                                               | 18if                                    | 18if                                    |                                                   |        |
| Octubre de 2017   | ロボマスターズ                                     | RoboMasters the Animated Series         | RoboMasters the Animated Series         |                                                   |        |
| Abril de 2018     | かくりよの宿飯                                     | Kakuriyo no Yadomeshi                   | Kakuriyo: Bed & Breakfast for Spirits   |                                                   |        |
| Abril de 2018     | 宇宙戦艦ティラミス                                 | Uchuu Senkan Tiramisù                   | Space Battleship Tiramisu               |                                                   |        |
| Octubre de 2018   | 宇宙戦艦ティラミスⅡ（ツヴァイ）                    | Uchuu Senkan Tiramisù II                | Space Battleship Tiramisu Zwei          |                                                   |        |
| Octubre de 2018   | 火ノ丸相撲                                         | Hinomaru Zumō                           | Sumo of the Rising Sun                  |                                                   |        |
| Octubre de 2018   | コンセプション                                     | Conception                              | Conception                              |                                                   |        |
| Junio de 2019     | 7SEEDS セブンシーズ                                | 7 Seeds                                 | 7 Seeds                                 |                                                   |        |
| Julio de 2019     | トライナイツ                                       | Torai Naittsu                           | Try Knights                             |                                                   |        |
| Octubre de 2019   | ファンタシースターオンライン2 エピソード・オラクル | Phantasy Star Online 2: Episode Oracle  | Phantasy Star Online 2: Episode Oracle  |                                                   |        |
| 2020              | 7SEEDS セブンシーズ                                | 7 Seeds 2nd Season                      | 7 Seeds 2nd Season                      |                                                   |        |

### Películas
| Fecha         | Título                         | Título                     | Título                      | Título                         | Título |
| Fecha         | Kana/kanji                     | Rōmaji                     | Internacional               | Traducción                     |        |
| Enero de 2006 | 銀色の髪のアギト               | Gin-iro no Kami no Agito   | Origin: Spirits of the Past | Agito, el del cabello plateado |        |
| Julio de 2006 | ブレイブ·ストーリー            | Bureibu Stōrī              | Brave Story                 | Historia de un valiente        |        |
| Enero de 2007 |                                |                            | Kappa no Coo to Natsuyasumi |                                |        |
| Enero de 2009 | アフロサムライ：レザレクション | Afuro Samurai Resurrection | Afro Samurai: Resurrection  | Afro Samurai: Resurrección     |        |

### Streamings
- Octubre de 2001 Zaion: I Wish You Were Here

### OVAs
- 1998-2000: Blue Submarine No. 6
- 1999-2000: Melty Lancer THE ANIMATION
- 2001: Zaion: I Wish You Were Here
- 2002-2005: Sentou Yousei Yukikaze
- 2004: Kaleido Star Aratanaru Tsubasa Extra Stage
- 2007: Bakuretsu Tenshi -Infinity, Strike Witches, Red Garden: Dead Girls
- 2008: Seto no Hanayome

### Juegos
- 1996: Lunar: Silver Star Story (Saturn remake) - contribución en las secuencias anime
- 1997: Silhouette Mirage - contribución en las secuencias anime
- 1998: Radiant Silvergun - Contribución en las secuencias anime
- 1998: Lunar 2: Eternal Blue (Saturn remake) - contribución en las secuencias anime
- 1999: Genso Suikogaiden Volume 1: Swordsman of Harmonia - contribución en la intro FMV y diseño personajes
- 2001: Genso Suikogaiden Volume 2: Duel at Crystal Valley - contribución en la intro FMV y diseño personajes
- 2002: Suikoden III - contribución intro FMV[4]
- 2008: BlazBlue: Calamity Trigger - contribución en las secuencias anime en la versión doméstica

### Videos musicales
- 2004: Breaking the Habit by Linkin Park
- 2007: Freedom by Blood Stain Child
- 2008: Forsaken by Dream Theater

### Manga
- 2001: Vandread
- 2002: Vandread (Vandread Special Stage)
- 2003: Kiddy Grade (Kiddy Grade Versus)
- 2003: Kiddy Grade (Kiddy Grade Reverse)
- 2004: Bakuretsu Tenshi (Angel's Adolescence)
- 2005: Gankutsuou
- 2005: Speed Grapher
- 2007: Romeo x Juliet
- 2007: Red Garden
- 2007: Getsumen to Heiki Miina
- 2008: Blassreiter - Genetic